# Gewog de Tang
Le gewog de Tang (dzongkha : སྟང་རྒེད་འོག) est un gewog, c'est-à-dire un groupe de villages, situé dans le district de Bumthang au Bhoutan.